# RBM33
RBM33‏ (RNA binding motif protein 33) هوَ بروتين يُشَفر بواسطة جين RBM33 في الإنسان.